# زينل زينلوف
زينل زينلوف (6 ديسمبر 1979 بباكو في أذربيجان - ) هو لاعب كرة قدم أذربيجاني في مركز الوسط. شارك مع منتخب أذربيجان لكرة القدم. أما مع النوادي، فقد لعب مع نادي نيفتشي باكو وMil-Muğan FK ‏ وFK Standard Sumgayit ‏ وKarvan FK ‏.

## وصلات خارجية
- زينل زينلوف على موقع الاتحاد الدولي (مؤرشف)  (الإنجليزية)
- زينل زينلوف على موقع قاعدة بيانات كرة القدم.إي يو (الإنجليزية)
- زينل زينلوف على موقع ناشيونال فوتبول تيمز (الإنجليزية)
- زينل زينلوف على موقع عالم كرة القدم.نت (الإنجليزية)